# Echinometra viridis
Az Echinometra viridis faj az Echinometridae családba, azon belül az Echinometra nembe tartozik. 26 mm magas.